# Colonia Dolores
Colonia Dolores is een plaats in het Argentijnse bestuurlijke gebied San Justo in de provincie Santa Fe. De plaats telt 559 inwoners.